# Volkswetgeving

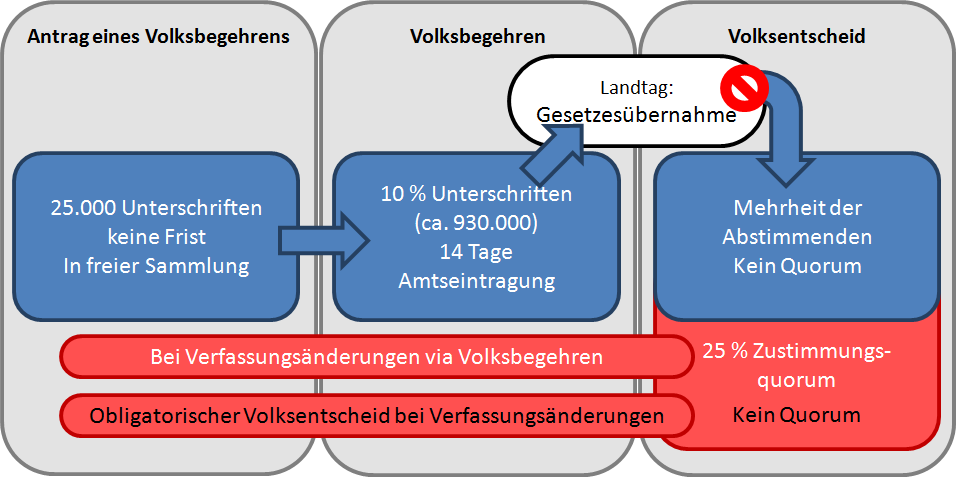
Procedure voor volkswetgeving in de Duitse deelstaat Beieren

Volkswetgeving is het principe dat de wetgevende macht in een staat of deelstaat niet alleen bij een volksvertegenwoordigend orgaan, maar ook rechtstreeks bij het volk berust. Het is een vorm van directe democratie. 
De grondwetten van alle Duitse deelstaten kennen volkswetgeving (Volksgesetzgebung), maar alleen in Beieren, Berlijn en Hamburg komt met enige regelmaat volkswetgeving tot stand. Op federaal niveau bestaat het principe van volkswetgeving niet.
Volkswetgeving bestaat uit twee elementen. Een initiatieffase en een besluitfase.

## Initiatieffase
Bij volkswetgeving berust het recht om een wetsvoorstel bij het parlement te mogen indienen (recht van initiatief) niet alleen bij de regering en bij parlementsleden, maar ook bij alle kiesgerechtigden. Een groep burgers kan zelf een wetsvoorstel schrijven. Dit wetsvoorstel kan bij het parlement worden ingediend als het aan bepaalde regels voldoet en in voldoende mate wordt ondersteund door de kiesgerechtigden. 
Meestal is de initiatieffase opgedeeld in twee delen. In het eerste deel hebben de initiatiefnemers een beperkt aantal handtekeningen nodig om een verzoek te mogen indienen bij de overheid om het initiatief toe te laten. De overheid controleert dan of het wetsvoorstel aan de regels voldoet. Vaak zijn bepaalde onderwerpen uitgesloten van volkswetgeving zoals belastingen en de begroting. Deze fase wordt in Duitsland vaak Antrag auf ein Volksbegehren of Antrag auf Zulassung des Volksbegehrens genoemd.
Als de overheid constateert dat het wetsvoorstel aan de regels voldoet, dan krijgen de initiatiefnemers een korte termijn om een groot aantal handtekeningen op te halen. Dit tweede deel wordt in Duitsland meestal Volksbegehren genoemd.

## Besluitfase
Nadat het wetsvoorstel bij het parlement is ingediend, moet het parlement er binnen een bepaalde termijn een besluit over nemen. Het parlement kan het wetsvoorstel onveranderd aannemen of verwerpen. 
Als het parlement het door het volk ingediende wetsvoorstel verwerpt, dan volgt er een volksbesluit (Volksentscheid), een bindend referendum. Het volk krijgt zo de kans om het door het parlement verworpen wetsvoorstel alsnog vast te stellen. Het parlement heeft de mogelijkheid om ook een alternatief wetsvoorstel aan de kiezers voor te leggen. Het gaat dan meestal om een afgezwakte versie van het door het volk ingediende voorstel.
Voor de vaststelling van een wet per volksbesluit geldt vaak een opkomstdrempel in de vorm van een instemmingsdrempel. Dat wil zeggen dat er niet alleen een meerderheid van de geldig uitgebrachte stemmen voor het wetsvoorstel moet zijn, maar dat ook een bepaald percentage van alle  kiesgerechtigden 'voor' moet hebben gestemd. Een wetsvoorstel tot wijziging van de grondwet vergt meestal een gekwalificeerde meerderheid en/of kent een hogere instemmingsdrempel.